# Mustapha Choukri
Mustapha Choukri (en arabe: مصطفى شكري) plus connu sous le nom 'Petchou', né le 30 novembre 1946 à Casablanca et mort le 22 janvier 1980 en Arabie saoudite, est un footballeur international marocain. Durant sa carrière de joueur, entre 1966 et 1980, il joue au poste de milieu offensif.
Il commence le football en rejoignant le centre de formation du Raja Club Athletic au Complexe Oasis avant d'atteindre l'équipe première sous la houlette du mythique entraîneur du Raja, le Père Jégo. En raison de problèmes avec quelques dirigeants du club, il signera au Wydad AC en 1975 avant de rallier Al Wehda Club en Arabie saoudite où il va décéder dans des circonstances peu claires en 1980.
Il fait partie de la sélection marocaine qui représenta l'Afrique à la Coupe du monde 1970. Il compte 37 sélections et 7 buts avec les Lions de l'Atlas.

## Biographie
Mustapha Choukri naît à Casablanca en 1946. Il commence le football dans les équipes de rues où il hérite du patronyme qui ne le quittera jamais Petchou, avant qu'il rejoint l'équipe première du Raja Club Athletic à l'âge de 20 ans. Par la même occasion, en référence à un ancien joueur du RAC dans les années 1950. Pour le journaliste sportif Najib Salmi, il est « un joueur complet et bourré de talent, qui n'avait même pas besoin de regarder le ballon pour le conduire ». Pour Saïd Ghandi, joueur mythique[non neutre] du Raja, c'est « Un véritable artiste qui pouvait à lui seul changer la physionomie d'un match. Il était tellement imprévisible que même nous, ses coéquipiers, avions du mal à anticiper son jeu »[non neutre].
En une décennie passée au Raja, il ne remporta qu'une Coupe du Maroc de football en 1974 en participant à toutes les rencontres sauf la finale où il était suspendu de la part de la fédération à cause d'un carton rouge lors du Derby.
Mustapha Choukri rejoint alors le Wydad AC dont il a joué son premier match contre l'A.S. Salé et marquera son premier but avec les rouges. 
Il remporte avec les Rouges 3 championnats du Maroc successifs en 1977, 1978 et 1979 ainsi que la Coupe du Trône 1978 et la Coupe du Trône 1979 en participant à toutes les rencontres sauf la finale où il était malade. En 1979, Mustapha fut blessé lors du demi finale de l'Internationale Coupe Mohammed-V et cette grave blessure l'empêcha de participer à la finale remportée par le WAC.
Grace a ses sucées avec le WAC, en juillet 1979, Petchou, décide enfin d'entamer une carrière professionnelle en Arabie saoudite dans le club d'Al Wahda. Il meurt en Arabie saoudite en 1980, dans des circonstances peu claires.

## Sélections en équipe nationale
1. 11/06/1970 Bulgarie - Maroc Leon 1 - 1 CM 1970
2. 10/12/1970 Algérie - Maroc Alger 3 - 1 Elim. CAN 1972
3. 27/12/1970 Maroc - Algérie Casablanca 3 - 0 Elim. CAN 1972 / 1 But
4. 14/03/1971 Maroc - Égypte Casablanca 3 - 0 Elim. CAN 1972 / 1 But
5. 16/04/1971 Égypte – Maroc Le Caire 3 - 2 Elim. CAN 1972
6. 12/09/1971 Maroc - Mexique Casablanca 2 - 1 Amical / 1 But
7. 08/10/1971 Maroc - Égypte Izmir 1 - 0 JM 1971
8. 29/01/1972 Maroc - Roumanie Maroc 2 - 4 Amical
9. 25/02/1972 Congo - Maroc Douala  1 - 1 CAN 1972
10. 27/02/1972 Soudan - Maroc Douala  1 - 1 CAN 1972
11. 29/02/1972 Zaire - Maroc Douala  1 - 1 CAN 1972
12. 19/11/1972 Maroc - Sénégal Agadir 0 - 0 Elim. CM 1974
13. 03/12/1972 Sénégal- Maroc Dakar 1 - 2 Elim. CM 1974 / 1 But
14. 11/02/1973 Guinée - Maroc Conakry 1 - 1 Elim. CM 1974 / 1 But
15. 25/02/1973 Maroc - Guinée Tétouan 2 - 0 Elim. CM 1974
16. 20/05/1973 Côte d’ivoire - Maroc  Abidjan 1 - 1 Elim. CM 1974
17. 03/06/1973 Maroc - Côte d’ivoire Tétouan 4 - 1 Elim. CM 1974 / 1 But
18. 21/10/1973 Zambie - Maroc Lusaka 4 - 0 Elim. CM 1974
19. 31/10/1973 Algérie - Maroc Alger 2 - 0 Amical
20. 25/11/1973 Maroc - Zambie Tetouan 2 - 0 Elim. CM 1974
21. 09/12/1973 Zaire - Maroc Kinshasa 3 - 0 Elim. CM 1974
22. 22/02/1974 Irak - Maroc Baghdad 0 - 0 Amical
23. 25/02/1974 Kuwait - Maroc Kuwait 2 - 0 Amical
24. 01/03/1974 A.Saoudite - Maroc  Riyad 0 - 0 Amical
25. 14/05/1972 Casablanca Maroc v Tunisie 0 - 0 Elim. JO 1972
26. 03/04/1976 Lagos Nigeria v Maroc 3 - 1 Elim. JO 1976 / 1 but
27. 18/04/1976 Tanger Maroc v Nigeria 1 - 0 Elim. JO 1976
28. 29/04/1979 Dakar Sénégal v Maroc 1 - 0 (5-6p) Elim. JO 1980
29. 24/06/1979 Maroc vs Togo à Mohammedia 7 - 0 Elim. CAN 1980

## Les Matchs olympiques
1. 28/03/1971 Casablanca Maroc v Niger 5 - 2 Elim. JO 1972 / 1 but
2. 10/10/1971 Izmir Grèce - Maroc 0 - 1 JM 1971
3. 13/10/1971 Izmir Yougoslavie v Maroc 1 - 0 JM 1971
4. 30/04/1972 Casablanca Maroc v Mali 2 - 1 Elim. JO 1972

## Palmarès
Raja Club Athletic
- Coupe du Trône (1)
  - Vainqueur : 1974
  - Finaliste : 1968.

- Championnat du Maroc (0)
  - Vice-champion : 1966 et 1974 .

 Wydad Athletic Club
- Championnat du Maroc (3)
  - Champion : 1976, 1977 et 1978.

- Coupe du Trône (2)
  - Vainqueur : 1978 et 1979

- Internationale Coupe Mohammed-V (1)
  - Vainqueur : 1978
  - Demi-finaliste : 1976, 1977